# Isostenosmylus morenoi
Isostenosmylus morenoi är en insektsart som först beskrevs av Navás 1928.  Isostenosmylus morenoi ingår i släktet Isostenosmylus och familjen vattenrovsländor. Inga underarter finns listade i Catalogue of Life.